# Lennart Johansson
Lennart Johansson (Stockholm, 1929. november 5. – 2019. június 4.) sporttisztviselő, az UEFA ötödik elnöke.

## Sportvezetőként
Az Európai Labdarúgó-szövetség (UEFA) ötödik elnöke (1990-2007). Elnöksége idején indult el a Bajnokcsapatok Ligája versenysorozat. Elnöksége idején korteskedett a Nemzetközi Olimpiai Bizottságnál, hogy a gyeplabdát vegyék fel olimpiai játéknak. 2005 áprilisában kétéves időszaké az UEFA elnökeként újraválasztották. Tervei között szerepelt, hogy továbbra is pályázik a tisztségre, de 2007-ben Michel Platini kandidálását fogadta el a kongresszus. 1998-ban
Franciaországban rendezték a XVI., az 1998-as labdarúgó-világbajnokság-ot, ahol a Nemzetközi Labdarúgó-szövetség (FIFA) aktuális kongresszusa előtt kandidált a FIFA elnöki pozícióra. A kongresszuson egyértelmű fölénnyel Sepp Blattert, a FIFA volt főtitkárát választották elnöknek.